# Gustav Metzger

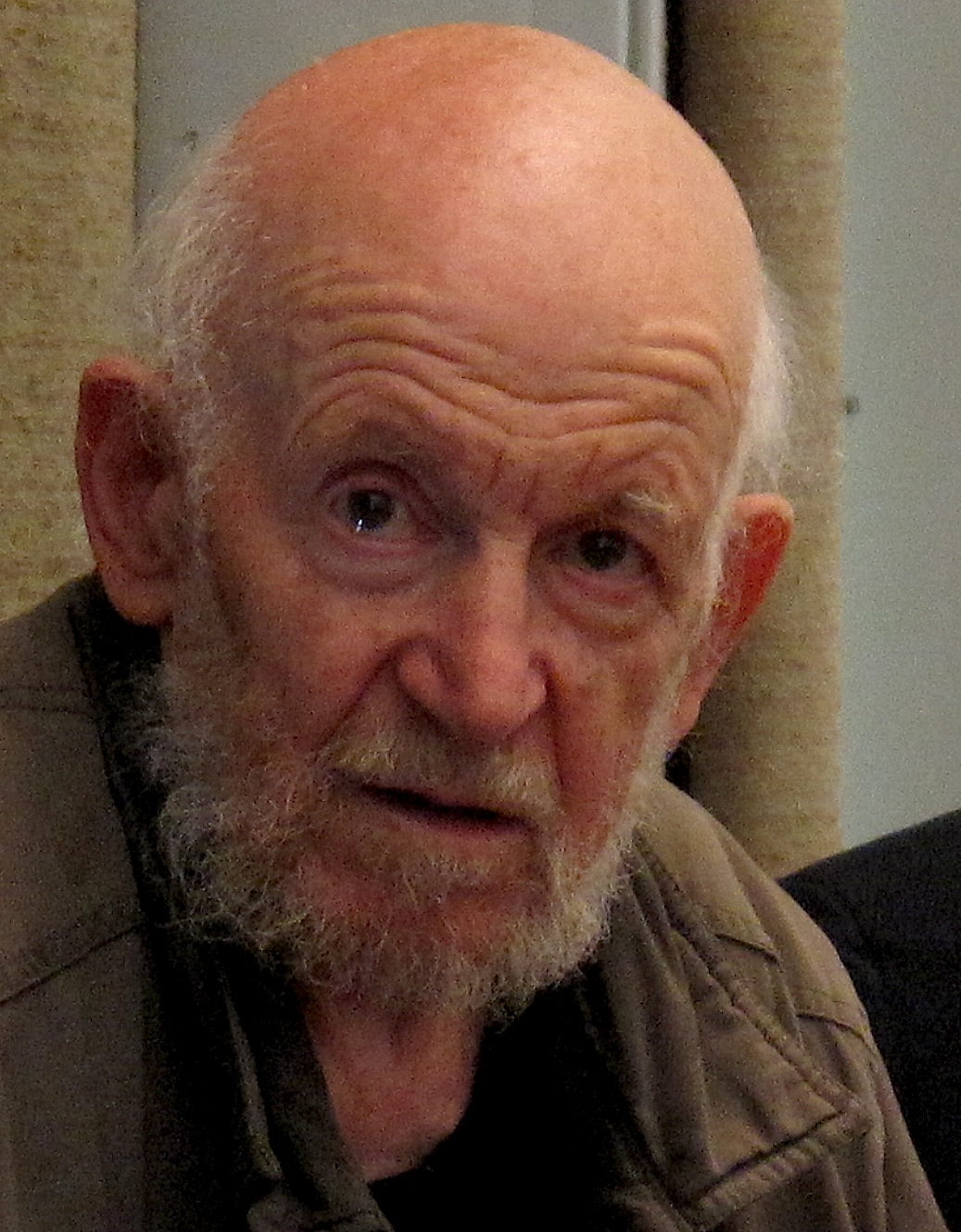
Gustav Metzger (2009)

Gustav Metzger (geboren am 10. April 1926 in Nürnberg; gestorben am 1. März 2017 in London) war ein staatenloser Künstler (Malerei, Fotografie, Installationen, Performances, Aktionen, Texte, Manifeste, politische Aktionen).

## Leben
Gustav Metzger wurde als jüngster Sohn orthodoxer Juden geboren. 1939 wurden er und sein Bruder Max mit einem Kindertransport nach England vor den Judenverfolgungen in Deutschland zur Zeit des Nationalsozialismus gerettet. Seine Eltern sah er nie wieder, sie kamen im Holocaust um.
Er studierte Kunst an der Cambridge School of Art in London – wurde in der Zeit stark geprägt vom Maler David Bomberg – und zog in eine Künstlerkommune nach King’s Lynn. Die Entwürfe, Gemälde und Zeichnungen aus dieser Zeit verpackte er, als er nach London zurückkehrte und sich fortan als künstlerischer und politischer Aktivist betätigte.
Metzger wurde auch Mitglied der Campaign for Nuclear Disarmament.

## Werk
Metzger war ein Vertreter der Aktionskunst. In seinem Werk thematisierte er das Destruktionspotential des 20. Jahrhunderts; speziell übte er Kritik am kapitalistischen System und am Kunstbetrieb. Er war Mitbegründer des Committee of 100 und demonstrierte gegen nukleare Waffen. 1959 veröffentlichte er sein erstes Manifest der autodestruktiven Kunst. Bekannt sind Metzgers Malereien mit Säure auf Vinylfolie, deren Reste am Keilrahmen hängen geblieben sind. Nach seinem Vortrag an einer Architekturschule wurde das Mobiliar durch die Studenten zerlegt.
Metzger war häufig Gast auf internationalen Konferenzen und Kongressen. Seine Veranstaltung DIAS – Destruction in Art Symposium gilt als eines der größten Künstlertreffen des 20. Jahrhunderts. Als einer der ersten Künstler rief Metzger 1977 zum „Art Strike“ auf, um gegen ein autoritäres Kunstsystem zu protestieren, das sich auf Markt und Museen fixiert.
Metzgers Kunst bezog sich auf Fluxus; er gilt als Erfinder der „Auto Creative Art“, „Auto Destructive Art“, „kinetischer Gemälde“ und „Historic Photographs“. 1999 realisierte er am Haus der Kunst in München die Arbeit „Travertin / Judenpech“, bei der er vor dem Gebäude des Hauses der Kunst auf 60 Quadratmeter eine Schicht Asphalt auslegte, der früher teilweise mit dem antisemitischen Ausdruck „Judenpech“ bezeichnet wurde. Travertin gehört zu den Materialien, die von den Nationalsozialisten in Bauprojekten eingesetzt worden sind. Die Installation bestand von März bis Juni 1999.
Große Projekte konnte Metzger erst spät verwirklichen. Ab 1998 erlebte er die Wiederentdeckung seines Werkes und die Umsetzung vieler Projekte.

## Ausstellungen
- 1959: Monmouth Street, London

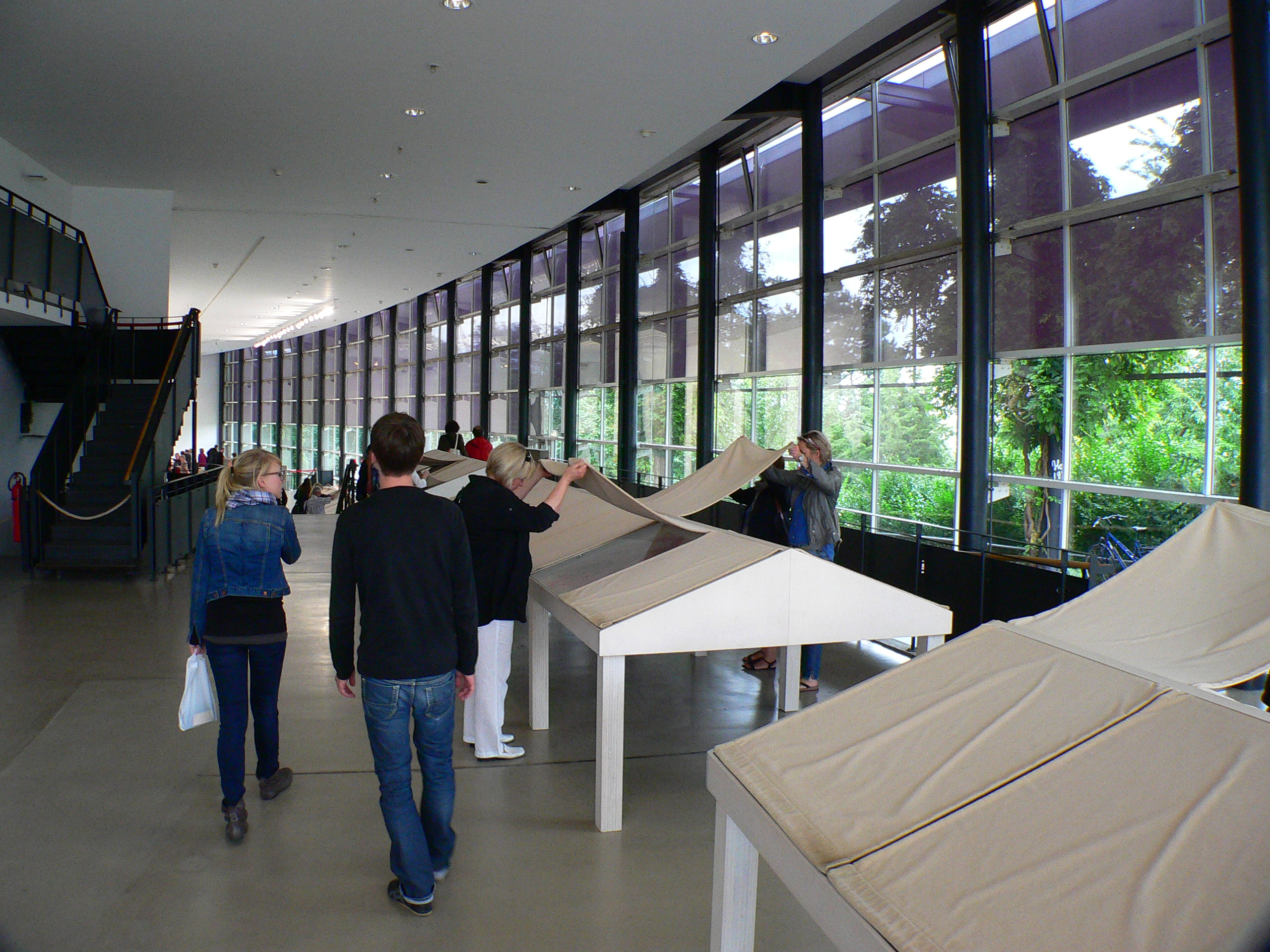
Abgedeckte Bilder von Gustav Metzger auf der dOCUMENTA (13), 2012, Kassel

- 1960: Manifest der autodestruktiven Kunst
- 1962: ICA, London: „Fluxus“
- 1966: Organisation des DIAS – Destruction in Art Symposium, Teilnahme von Vertretern des Wiener Aktionismus und Künstlern der Fluxus-Bewegung, Dichter, Musiker und Psychologen, unter ihnen John Lennon und Yoko Ono, u. a. Stellungnahme zum Vietnamkrieg
- 1972: Documenta 5 in Kassel in der Abteilung Individuelle Mythologien
- 1998: Retrospektive Oxford Museum of Modern Art, Oxford
- 1999: Kunsthalle Nürnberg[6]; Spacex Gallery, Exeter
- 2002: Kunstmuseum Wolfsburg
- 2003: Biennale Venedig; Biennale Lyon; South London Gallery, London
- 2004: Tate Britain, London
- 2005: Generali Foundation, Wien
- 2006: In Memoriam: New Works, Kunsthalle Basel[7]
- 2007: Skulptur Projekte, Münster; Westfälischer Kunstverein, Münster
- 2009: Serpentine Gallery, London
- 2012: Documenta 13 in Kassel
- 2012: Morat-Institut für Kunst und Kunstwissenschaft Freiburg i. Br
- 2013: musée d’art contemporain, Lyon
- 2016: Mass Media. Today and Yesterday. Neues Museum Nürnberg[8]
- 2017: musée d’art moderne et d'art contemporain, Nice. Gustav Metzger. Remember Nature
- 2024: Museum für Moderne Kunst, Frankfurt am Main[9]

## Öffentliche Sammlungen
- Migros Museum für Gegenwartskunst

## Trivia
Pete Townshend, ein Student Metzgers am Ealing Art College, begründete die Zerstörungswut der englischen Band The Who mit Metzgers Konzept der Autodestruktiven Kunst.
Ein Werk Metzgers in der Tate Britain, bestehend aus einem mit Papierschnipseln gefüllten Plastiksack, wurde 2005 von einer Putzfrau entsorgt.

## Publikationen
- Damaged nature, autodestructive art. Coracle, London 1996, ISBN 0-906630-05-3 (Text: Gustav Metzger. Essays: Andrew Wilson, Clive Phillpot).
- Manifeste, Schriften, Konzepte. Schreiber, München 1997, ISBN 3-88960-040-9.
- Gustav Metzger. Ein Schnitt entlang der Zeit. (Ausstellung 24. Juni bis 12. September 1999 Kunsthalle Nürnberg). Verlag für moderne Kunst Nürnberg 1999
- Sabine Breitwieser (Hrsg.): Gustav Metzger. Geschichte Geschichte. (Ausstellung 11. Mai bis 28. August 2005 Generali Foundation, Wien). Hatje Cantz, Ostfildern 2005, ISBN 3-7757-1649-1 (Hatje Cantz), ISBN 3-901107-46-0 (Generali Foundation). (Literaturverzeichnis S. 285–301, Vorwort von Dietrich Karner, Einleitung von Sabine Breitwieser, Texte von Justin Hoffmann, Gustav Metzger, Kristine Stiles, Andrew Wilson, mit 35 Farb- und 150 s/w-Abbildungen).
- Tribute to Gustav Metzger. Kuratiert von Justin Hoffmann. 2 CD. BR Hörspiel und Medienkunst. intermedium records, München 2008, ISBN 978-3-939444-63-3.
- Gustav Metzger, Hans Ulrich Obrist: Gustav Metzger – Hans Ulrich Obrist. König, Köln 2008, ISBN 978-3-86560-498-9.
- Samuel Dangel, Sören Schmeling (Hrsg.): Gustav Metzger – Years without Art. modo, Freiburg im Breisgau 2012, ISBN 978-3-86833-101-1.
- Gustav Metzger, Act or Perish! – A Retrospective. Produzioni Nero, o. O. 2016, ISBN 978-88-97503-87-3.[12]